# Vigna cylindrica
Vigna cylindrica là một loài thực vật có hoa trong họ Đậu. Loài này được (L.) Skeels miêu tả khoa học đầu tiên.